# اچ‌ام‌اس توربولنت (۱۸۰۵)
اچ‌ام‌اس توربولنت (۱۸۰۵) (به انگلیسی: HMS Turbulent (1805)) یک کشتی بود. این کشتی در سال ۱۸۰۵ ساخته شد.